# Nadace Český literární fond
Nadace Český literární fond je česká nadace podporující vznik nových hodnotných děl původní i překladové literatury, divadla, filmu, publicistiky, vědy, rozhlasu, televize a zábavního umění. Nadace vznikla v listopadu 1994 jakožto soukromoprávní nástupce zákonem č. 318/93 Sb. zrušeného státního Českého literárního fondu (zal. 1954) spadajícího pod ministerstvo kultury. Sídlo nynější nadace je v Praze 2-Vinohradech, v ulici Pod Nuselskými schody čp. 1721/3.

## Činnost
Nadace ČLF působí jako jeden z mála alternativních nestátních zdrojů financování kultury. Formou grantů a stipendií (ve výši 3–7 mil. Kč ročně) podporuje vydání či realizaci nekomerčních děl literatury, divadla, vědy a filmu i periodik a také napomáhá vzniku nových uměleckých a vědeckých projektů. Ve Wikipedii podporuje projekt Knihovna umění.
Finanční prostředky nadace získává pronájmem své budovy, v malé míře i sponzorskými dary, ale především díky výnosům z prostředků vložených do různých investičních fondů. Oproti dobám státního fondu má nynější nadace mnohem méně peněz a rovněž přišla o naprostou většinu nemovitostí (včetně např. zámku Dobříš, kde byl známý Domov spisovatelů).
Nadace uděluje Výroční ceny:
- za literaturu
- za divadlo
- za film a televizi
- za vědecké dílo
- pro nakladatele a knihkupce
- pro novináře – Cena Karla Havlíčka Borovského a dvě (dříve i více) Novinářské křepelky pro novináře do 33 let.

Společně s Nadáním Josefa, Marie a Zdenky Hlávkových uděluje také Literární cenu Josefa Hlávky.